# Bano Qudsia
Bano Qudsia (Fiozpur, 28 de novembro de 1928 - Lahore, 4 de fevereiro de 2017), também conhecida como Bano Aapa, foi uma romancista, dramaturga e espiritualista paquistanesa. Escreveu literatura em urdu, produzindo romances, dramas e contos. Qudsia é mais reconhecida por seu romance Raja Gidh, mas também escreveu para a televisão e palco nos idiomas urdu e punjabi. Sua peça Aadhi Baat foi chamada "uma peça clássica".

## Biografia
Bano Qudsia nasceu em 28 de novembro de 1928 em Firozpur, na Índia Britânica, como Qudsia Chattha. Seu pai era bacharel em agricultura e seu irmão Pervaiz Chattah era um pintor. Ela migrou para Lahore com sua família após a divisão da Índia e começou a escrever contos enquanto estudava na classe 5. Ela se formou no Kinnaird College em Lahore e depois ingressou na Government College University (Lahore) (GCU) para fazer seu mestrado em literatura urdu, que concluiu em 1951.
Qudsia se casou com o escritor Ashfaq Ahmed, que ela conheceu na universidade. Eles tiveram três filhos Aneeque, Anees e Aseer. O casal havia sido considerado inseparável em suas vidas sociais.
Bano Qudsia morreu em 4 de fevereiro de 2017 no Hospital Ittefaq, em Lahore, aos 88 anos de idade. Seu filho Aseer Ahmed informou que ela morreu na época por orações por Maghrib (após o pôr do sol). Ela foi enterrada em Lahore em 5 de fevereiro e os cultos de oração foram realizados em Model Town, Lahore.

## Prêmios e reconhecimento
Em 1983, Qudsia foi premiada com a Sitara-i-Imtiaz (Estrela da Excelência) pelo governo do Paquistão. Em 2010, o governo paquistanês concedeu a ela o Hilal-i-Imtiaz (Crescente de Excelência) por seus serviços na literatura. Em 2012, a Academia de Letras do Paquistão (PAL) concedeu a Qudsia o Kamal-e-Fun Award, que é um prêmio por toda a vida. Em 2016, a União Ravians Antiga da GCU (GCU-ORU) em sua reunião anual concedeu a ela um prêmio de conquista vitalícia. No mesmo ano, a Fundação Paquistanesa de Assistência à Vida (PLCF) também concedeu a Qudsia um prêmio vitalício.